# Amerykańskie Stowarzyszenie Inżynierów Mechaników

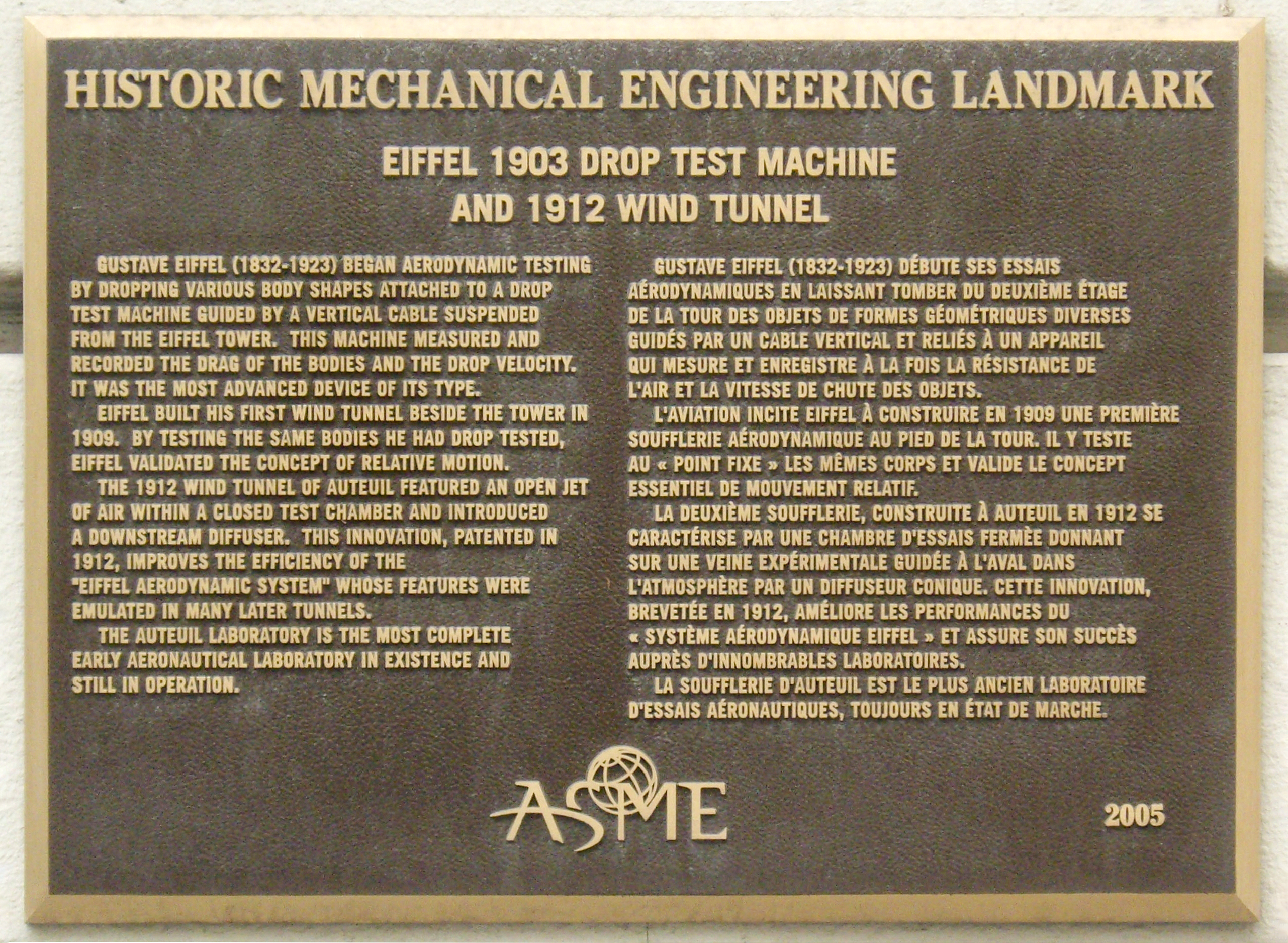
Tablica upamiętniająca budowę pierwszego tunelu aerodynamicznego, w 1909 roku, przez Gustave'a Eiffela (Laboratoire Aérodynamique Eiffel)

Amerykańskie Stowarzyszenie Inżynierów Mechaników, ASME (ang. American Society of Mechanical Engineers) – amerykańskie stowarzyszenie grupujące specjalistów w zakresie inżynierii mechanicznej założone w 1880 roku. Liczy około 120 tysięcy członków w przeszło 150 krajach świata. Jego siedziba mieści się w Nowym Jorku.
Organizacja ta, mająca charakter non-profit, prowadzi działalność edukacyjną, certyfikacyjną i normalizacyjną (jest jednym z najstarszych stowarzyszeń na świecie zajmujących się normalizacją). Dysponuje własnym wydawnictwem (ASME Press), publikującym książki i czasopisma o charakterze technicznym, oraz biblioteką cyfrową.